# Масдуйнен (національний парк)
Національний парк Де Масдуйнен (duinen = дюни) — національний парк у нідерландській провінції Лімбург, заснований у 1996 році та охоплює приблизно 4500 га. Ландшафт складається з лісів і пустищ на піщаному плато вздовж річки Маас поблизу кордону з Німеччиною. Маєток «де Хамерт» є серцем парку. До 1998 року національний парк називався «Де Хамерт» на честь цього маєтку. Сучасна назва походить від параболічних дюн, які датуються часами останнього зледеніння.

## Пейзаж та історія
На теперішні характеристики парку сильно вплинула інтенсивна взаємодія вітру, води та людей упродовж тривалого часу, що призвело до унікального малюнка дрейфуючих піщаних хребтів або параболічних дюн. Наразі дрейфуючий пісок є рідкістю через державні лісогосподарські програми на початку 20 століття. Крім пустощів і лісів, у парку є кілька боліт. У 1980-х роках частину території використовували для видобутку піску та гравію.

## Флора і фауна
У парку трапляється досить багато видів рептилій і земноводних, таких як мідянка звичайна, ропуха очеретяна, часничниця звичайна, ящірка прудка, веретільниця ламка і ящірка живородна. Деякі типові птахи для парку: журавель сірий, дрімлюга звичайний, підсоколик великий, лунь очеретяний, жовна чорна' та рибалочка блакитний. У парку можна зустріти кілька видів куниць, таких як бобер (бобер європейський), а також кілька видів кажанів, таких як нетопир карлик і вухань звичайний. Існує щонайменше 26 видів бабок і 33 види метеликів.
Серед флори ми знаходимо кілька видів дуба, берези, сосни, вільхи та бука, а також дуже рідкісні тирлич болотний (Gentiana pneumonanthe) і мирт болотний (Myrica gale).

## Управління
Відповідальними за управління парком є муніципалітет Бергена, провінційна приватна природоохоронна організація Stichting het Limburgs Landschap, Управління державного лісового господарства і деякі приватні землевласники.
Однією з цілей керівництва є з'єднання національного парку з іншими заповідниками. Інші цілі — запобігти розростанню лісів у вересовищах (для цього використовують овець) і стимулювати природне омолодження лісів (для цього використовують геловей і кіз).